# جین کارنی
جین کارنی (انگلیسی: Gene Carney؛ 1895 – ۱۹۵۲ (۵۶−۵۷ سال)) بازیکن فوتبال اهل بریتانیا بود.
از باشگاه‌هایی که در آن بازی کرده‌است می‌توان به باشگاه فوتبال اورتون و باشگاه فوتبال ردینگ اشاره کرد.